# Wojny rewolucyjnej Francji

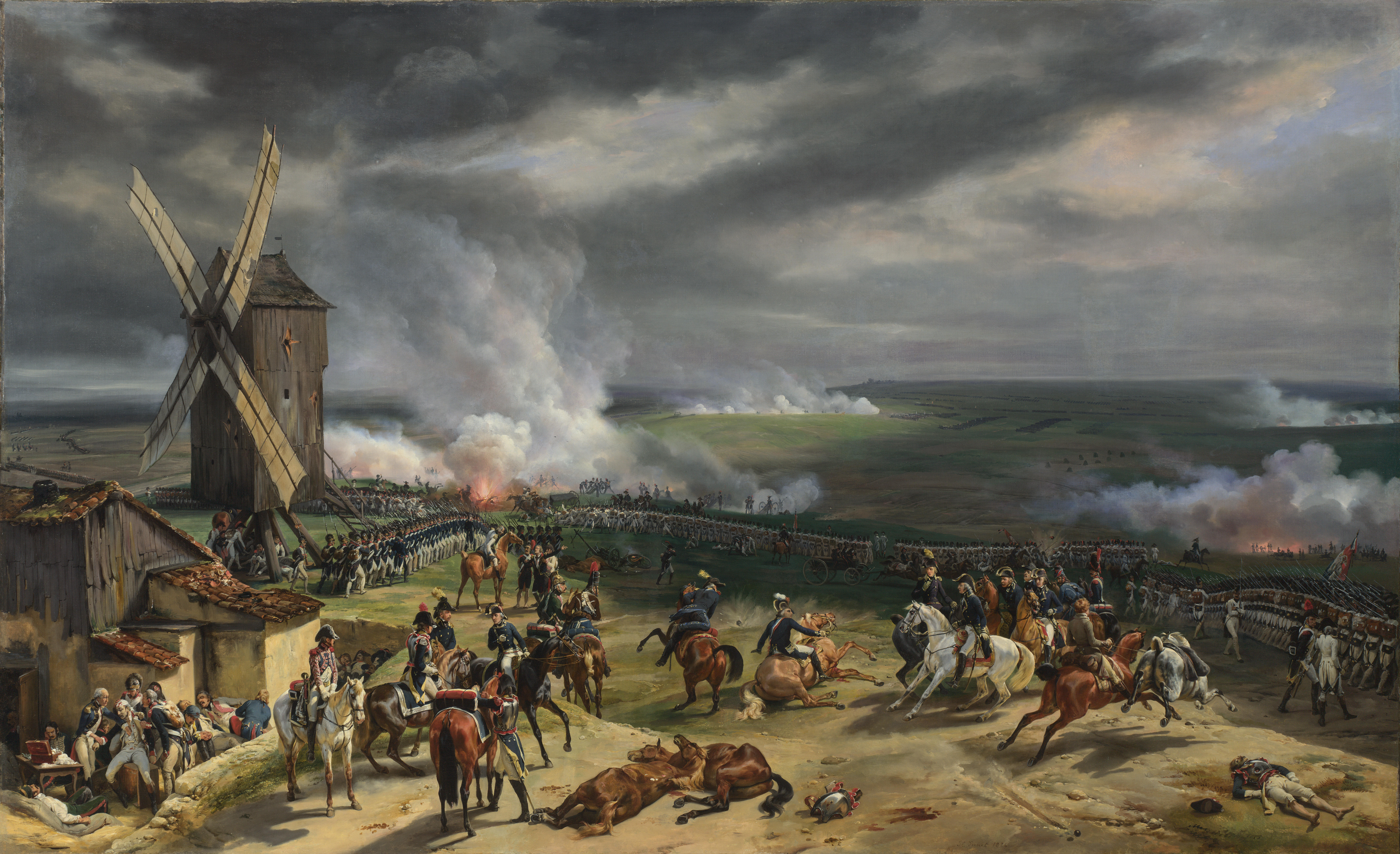
Taktycznie zwycięska dla Francuzów bitwa pod Valmy stoczona 20 września 1792, ocaliła Francję przed możliwą inwazją austriacko-pruską i ugruntowała w Europie przekonanie o sile francuskiego rządu rewolucyjnego

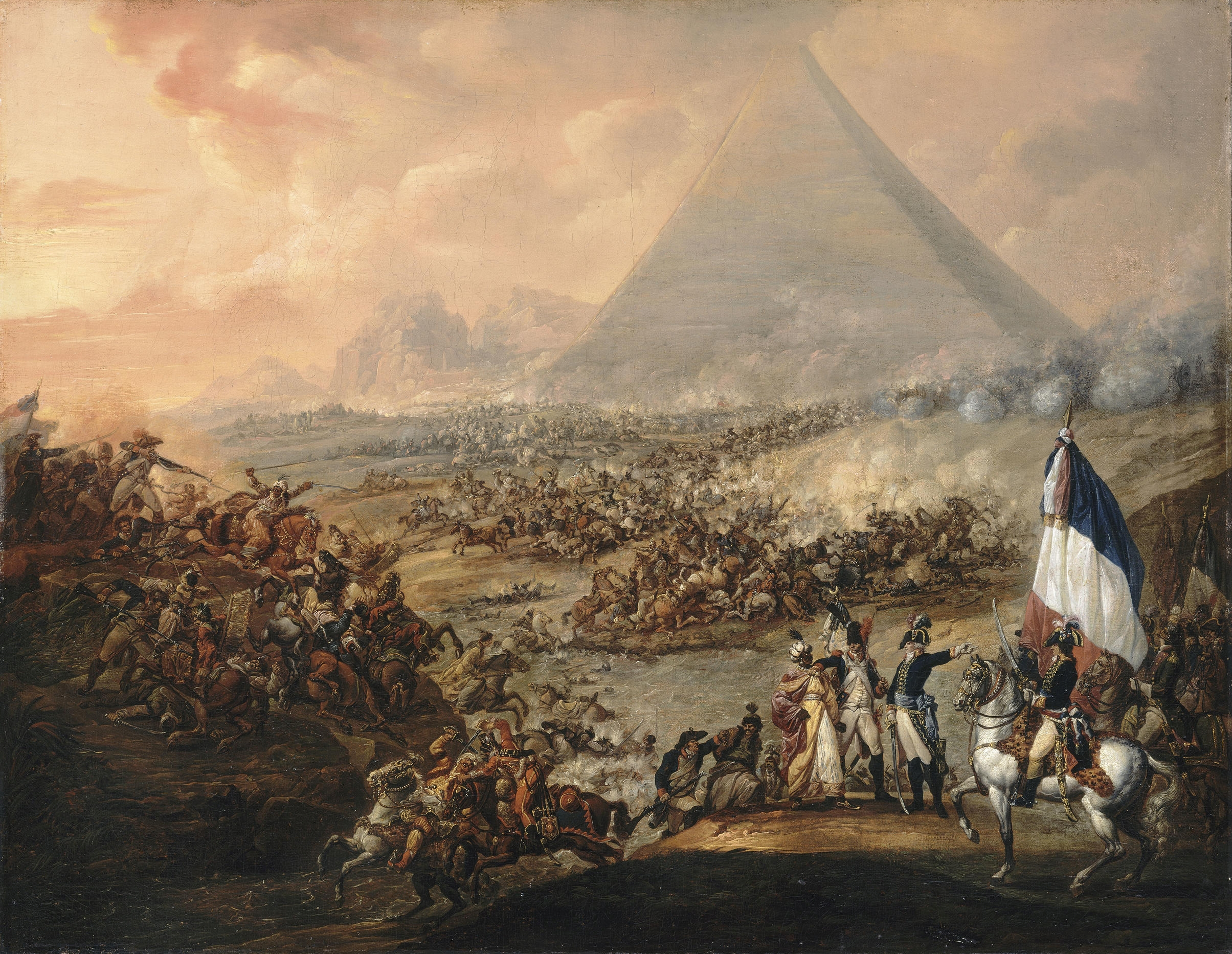
Bitwa pod piramidami stoczona 21 lipca 1798 podczas wyprawy Napoleona do Egiptu

Wojny rewolucyjnej Francji (fr. Guerres de la Révolution française) – wojny toczone przez Francję przeciwko zmieniającym się koalicjom monarchii europejskich w okresie rewolucji francuskiej (1789–1799). Ich kontynuacją były wojny napoleońskie (1799/1802–1815).
W sierpniu 1791 Austria i Prusy zapowiedziały, że będą dążyć do przywrócenia porządku we Francji. 20 kwietnia 1792 Francja ogłosiła wypowiedzenie wojny Austrii, którą poparły Prusy i Sardynia. Odparcie inwazji wojsk austriacko-pruskich pod Valmy, obalenie monarchii we Francji i skuteczna kontrofensywa francuska w Belgii, Nadrenii i Sabaudii, a potem egzekucja Ludwika XVI w 1793 doprowadziły do włączenia się do wojny także Wielkiej Brytanii, Hiszpanii i Holandii, które utworzyły I koalicję antyfrancuską. 
Francja pod rządami jakobinów przeprowadziła wówczas pobór powszechny i reorganizację armii, dzięki czemu w 1794 wojska francuskie zajęły Holandię, a rok później z wojny wycofały się Prusy i Hiszpania, przy czym ta ostatnia przeszła potem na stronę Francji. Przeprowadzona w 1796 kampania francuska we Włoszech, gdzie dowodził generał Napoleon Bonaparte pozwoliła Francuzom pokonać wojska austriackie, opanować północne Włochy i zawrzeć z Austrią w 1797 pokój w Campo Formio.
Usiłując zmusić także Wielką Brytanię do zawarcia pokoju, w 1798 generał Bonaparte podjął się wyprawy do Egiptu, który miał stać się bazą do ataku na teren brytyjskich Indii. Celem tej operacji było odcięcie Wielkiej Brytanii od zasobów kolonialnych. Mimo francuskich zwycięstw na lądzie, brytyjska flota utrzymała panowanie na Morzu Śródziemnym, pozbawiając Francuzów możliwości powrotu armii ekspedycyjnej do kraju, gdy nie powiodła się ofensywa na wschód.
W efekcie w 1798 zawiązała się II koalicja antyfrancuska, którą tworzyły Wielka Brytania, Rosja, Austria, Turcja, Portugalia i Neapol. Koalicja zaczęła odnosić zwycięstwa nad wojskami francuskimi, wobec czego w następnym roku Bonaparte wrócił do Francji i przejął władzę w państwie. W tym samym roku Rosja wycofała się z wojny, a Francuzi pokonali Austrię, potwierdzając zdobycze terytorialne w Niemczech i Belgii oraz zwierzchność nad północnymi Włochami (pokój w Lunéville). W 1802 Wielka Brytania również wycofała się z wojny (pokój w Amiens).